# Xylesthia menidias
Xylesthia menidias är en fjärilsart som beskrevs av Edward Meyrick 1922. Xylesthia menidias ingår i släktet Xylesthia och familjen äkta malar. Inga underarter finns listade i Catalogue of Life.